# 1º Squadrone da ricognizione "Folgore"
Il 1º Squadrone da Ricognizione "Folgore", conosciuto anche come Squadrone "F"', è stata un'unità dell'Esercito Cobelligerante Italiano impiegata durante la seconda guerra mondiale. Unità "regolarizzata" e autonoma, lo Squadrone "F" risalì la penisola italiana alle dipendenze del XIII Corpo d'armata britannico durante la campagna d'Italia, operando azioni di sabotaggio, ricognizioni oltre le linee nemiche e colpi di mano, allo scopo di reperire dati necessari all'avanzata degli Alleati.

## Storia
All'atto dell'armistizio dell'8 settembre 1943 il capitano Carlo Francesco Gay decise di non seguire il proprio comandante di compagnia il capitano Edoardo Sala, il quale aveva stabilito di continuare a combattere a fianco dell'ex alleato tedesco.
Il capitano Gay abbandonò quindi le file del III battaglione del 185º reggimento fanteria paracadutisti della Divisione "Nembo" dandosi alla macchia con l'obiettivo di raggiungere Roma.
Assieme a Gay, a Castelfranco in Miscano il 12 settembre 1943 restano solo dieci uomini: il tenente paracadutista Eldo Capanna, tenente paracadutista Gilberto Capo, sergente paracadutista Umberto De Giorgio, caporale maggiore paracadutista Otello Boccherini, caporale maggiore paracadutista Francesco Colombo, il caporale Primo Truzzi e i paracadutisti Umberto Veneziani, Lido Zaninotti, Luigi Baccan.
Grazie alla collaborazione di un ufficiale britannico di sangue italiano, il conte Casimiro Peter Hugh Tomasi  Kym Isolani., il 15 gennaio 1944 nacque ufficialmente il 1º Squadrone da Ricognizione "Folgore", meglio conosciuto come Squadrone "F" (inizialmente con il nome di Primo Reparto Speciale Autonomo).
Lo Squadrone risalì la penisola davanti al XIII Corpo d'armata britannico. Le prime operazioni si svolsero in Abruzzo sulle pendici della Maiella, assieme ai partigiani della Brigata Maiella; successivamente i paracadutisti presero parte all'ultima battaglia di Cassino, entrando per primi nella città di Arpino il 29 maggio 1944.
A Firenze i paracadutisti oltrepassarono l'Arno ed entrarono in borghese in città, dove si scatenò la lotta ai franchi tiratori tedeschi. Nella zona di operazioni di Monte Pomponi morirono dopo atroci torture il tenente Eldo Capanna e il sergente Otello Boccherini, entrambi decorati alla memoria con Medaglia d'oro al valor militare "alla memoria". In settembre fu sciolto il 185º reparto autonomo paracadutisti Nembo e i suoi elementi inquadrati nello Squadrone.
Nell'inverno del 1944 lo Squadrone Folgore operò sull'Appennino tosco-romagnolo fino ad arrivare alla riva dell'Arno per sostituire l'8ª Divisione indiana a Casola Valsenio. Sulla linea del Senio, i paracadutisti combatterono contro i bersaglieri del Battaglione "Mameli" della Repubblica Sociale Italiana.
Lo Squadrone lasciò il fronte per un ultimo importante compito. Il generale Richard McCreery chiede al capitano Gay 100 volontari e 5 ufficiali dello Squadrone per un lancio in territorio nemico, divenuto quindi l'Operazione Herring. Il 20 aprile 1945 alle ore 20:00 partì da Rosignano il primo aereo da trasporto C-47 Dakota carico di paracadutisti; oltre ai parà dello Squadrone "F", alla missione partecipano anche un centinaio di militari della Divisione "Nembo" del generale Giorgio Morigi. Con l'Operazione Herring, l'unico lancio di guerra effettuato da parà italiani sul territorio metropolitano nella zona tra Mantova, Ferrara e Bologna, finì l'epopea dello Squadrone; al rientro nelle linee alleate ci si accorgerà che su 117 paracadutisti lanciati dallo Squadrone i caduti ammontavano a 12 uomini e altrettanti erano stati i feriti. Cadde anche il giovane neo-paracadutista Amelio De Juliis di Pizzoferrato, che dalla data di Liberazione del paese era rimasto con i parà diventando prima mascotte e poi paracadutista, al quale fu concessa la Medaglia d'Oro al V.M.
Il 1º Squadrone da Ricognizione "Folgore" risultò essere una delle unità maggiormente decorate dell'Esercito Italiano. Sul totale di poco più di trecento militari, furono concesse 3 medaglie d'oro al valor militare, 100 medaglie d'argento, 25 medaglie di bronzo, 66 croci al merito e 4 promozioni per merito di guerra.
Le tradizioni dello Squadrone sono oggi custodite dal 185º Reggimento paracadutisti ricognizione acquisizione obiettivi "Folgore".